# Vážany (okres Vyškov)
Vážany (Duits: Waschan) is een Tsjechische gemeente in de regio Zuid-Moravië, en maakt deel uit van het district Vyškov.
Vážany telt 459 inwoners (2006).
Bohaté Málkovice · Bohdalice-Pavlovice · Bošovice · Brankovice · Bučovice · Dětkovice · Dobročkovice · Dražovice · Drnovice · Drysice · Habrovany · Heršpice · Hlubočany · Hodějice · Holubice · Hostěrádky-Rešov · Hoštice-Heroltice · Hrušky · Hvězdlice · Chvalkovice · Ivanovice na Hané · Ježkovice · Kobeřice u Brna · Kojátky · Komořany · Kozlany · Kožušice · Krásensko · Křenovice · Křižanovice · Křižanovice u Vyškova · Kučerov · Letonice · Lovčičky · Luleč · Lysovice · Malínky · Medlovice · Milešovice · Milonice · Moravské Málkovice · Mouřínov · Němčany · Nemochovice · Nemojany · Nemotice · Nesovice · Nevojice · Nížkovice · Nové Sady · Olšany · Orlovice · Otnice · Podbřežice · Podivice · Podomí · Prusy-Boškůvky · Pustiměř · Račice-Pístovice · Radslavice · Rašovice · Rostěnice-Zvonovice · Rousínov · Ruprechtov · Rybníček · Slavkov u Brna · Snovídky · Studnice · Šaratice · Švábenice · Topolany · Tučapy · Uhřice · Vážany · Vážany nad Litavou · Velešovice · Vojenský újezd Březina · Vyškov · Zbýšov · Zelená Hora